# Bergamói egyházmegye
A Bergamói egyházmegye (latinul: Dioecesis Bergomensis, olaszul: Diocesi di Bergamo) a római katolikus egyház egyik olaszországi egyházmegyéje a püspöki székváros, Bergamo körül. Püspöke Francesco Beschi. A Milánói főegyházmegye szuffragán egyházmegyéje, 489 plébániája. Az egyházmegye területe nagyrészt Bergamo megyében terül el. Az egyházmegyét a 4. században alapították. Az egyházmegye védőszentje Bergamói Szent Sándor, aki 297. körül vértanúságot szenvedett.

## Püspökök
Az egyházmegye püspökeit a Bergamói püspökök listája sorolja fel.

## Szomszédos egyházmegyék
- Milánói főegyházmegye (délnyugat)
- Comói egyházmegye (északnyugat)
- Bresciai egyházmegye (kelet)
- Cremonai egyházmegye (délkelet)

## Fordítás
Ez a szócikk részben vagy egészben  a   Bistum Bergamo című német Wikipédia-szócikk fordításán alapul.  Az eredeti cikk szerkesztőit annak laptörténete sorolja fel. Ez a jelzés csupán a megfogalmazás eredetét és a szerzői jogokat jelzi, nem szolgál a cikkben szereplő információk forrásmegjelöléseként.